# Albizzi
Gia tộc Albizzi (phát âm tiếng Ý: [ˈalbittsi]) là một gia đình quý tộc đến từ Florence, có nguồn gốc ban đầu tại Arezzo, là đối thủ của Nhà Medici và Alberti. Họ là trung tâm của Chế độ quyền lực tập trung ở thành bang Florence từ năm 1382, sau cuộc nổi dậy Ciompi, và trước sự trỗi dậy của Nhà Medici vào năm 1434. Họ là những thành viên tích cực của Arte della Lana, hiệp hội len của Florence. Các Bang hội đóng vai trò trung tâm trong việc quản lý Cộng hòa Florence trong thời kỳ trung cổ và các thành viên của các Bang hội đã tạo thành chế độ tập trung quyền lực chính trị và kinh tế của Florence.
Các thành viên nổi tiếng và có ảnh hưởng nhất trong gia tộc Albizzi là Maso degli Albizzi và con trai ông là Rinaldo degli Albizzi (1370–1442), những người đã chống lại sự trỗi dậy của Cosimo de' Medici, trục xuất ông ta vào năm 1433. Luca degli Albizi, một người con trai khác của Maso, là người đứng đầu các phòng giam nô lệ ở Florence; nhật ký của ông là một nguồn quan trọng đối với các nhà sử học. Luca là một người bạn tốt của Cosimo de' Medici. Kết quả là Luca được phép ở lại Florence khi phần còn lại của gia tộc Albizzi, bao gồm cả anh trai anh ông, bị trục xuất dưới chế độ Medici vào năm 1434. Hơn nữa, vào năm 1442, Luca Albizzi thực sự trở thành Gonfaloniere trong coi ngành Tư pháp và là đồng minh chủ chốt của Cosimo trong thời gian này.
Giovanna degli Albizzi là vợ của Lorenzo Tornabuoni. Cả hai đều là những người bảo trợ nghệ thuật nổi bật ở Florence vào cuối thế kỷ XV. Một bức chân dung của Giovanna được vẽ năm 1488, với nhiều chi tiết mang tính biểu tượng.
Dinh thự của gia tộc Albizzi ở Borgo degli Albizzi được xây dựng lại khi gia đình quay trở về Florence vào đầu thế kỷ XVI.
Từ năm 1565–1567, Eleonora degli Albizzi là tình nhân của Đại công tước Cosimo I de Medici.
Filippo degli Albizzi là một nhà tự nhiên học người Florence từ thế kỷ XVIII, tên của ông đã được đặt cho loài thực vật Albizia julibrissin.